# 유구중학교
유구중학교(維鳩中學校)는 대한민국 충청남도 공주시 유구읍 석남리에 있는 공립 중학교이다.

## 학교 연혁
- 1952년 3월 9일 : 유구중학교 설립 인가(6학급)
- 1952년 4월 15일 : 유구중학교 개교
- 1955년 11월 27일 : 현 교사로 이전
- 2024년 4월 11일 : 그린스마트미래학교 준공 및 운동장 환경개선 사업 완료
- 2025년 1월 10일 : 제73회 졸업식(41명), 총 졸업생: 14,444명
- 2025년 3월 1일 : 제26대 박경숙 교장 부임
- 2025년 3월 4일 : 2025학년도 입학 (입학생 수: 33명)

## 참고 자료
- 유구중학교 - 한국교육학술정보원 학교알리미